# 高山市立清見小学校
高山市立清見小学校 （たかやましりつ きよみしょうがっこう）は、岐阜県高山市にある公立小学校。
校区は高山市清見町全域（旧・大野郡清見村）である。

## 沿革
- 1974年（昭和49年）4月 - 夏厩小学校、牧ヶ洞小学校、福寄小学校を統合し、清見村立清見小学校として開校。
- 1984年（昭和59年）3月 - 池本小学校を統合する。
- 2002年（平成14年）3月 - 大原小学校を統合する。
- 2005年（平成17年）2月1日 - 清見村が高山市に編入される。同時に高山市立清見小学校に改称する。